# Марко Тодоровић (кошаркаш)
Марко Тодоровић (Подгорица, 19. април 1992) црногорски је кошаркаш. Игра на позицијама крилног центра и центра, а тренутно наступа за Тјенцин пајонирсе.

## Успеси

### Клупски
- Барселона:
  - Првенство Шпаније (1): 2013/14.
  - Куп Шпаније (1): 2013.